# Emulator
Emulator je računalniški program, ki omogoča, da programska oprema teče tudi na drugih okoljih in operacijskih sistemih, ne samo na tistih, za katerega je bila ustvarjena.

## Konzolni emulatorji
Konzolni emulatorji so programi ki dovoljujejo računalniku ali moderni konzoli emulirati igralno konzolo. Po navadi so uporabljene za igranje starejših iger na računalnikih in modernih konzolah, uporablja pa se jih tudi za prevajanje iger v druge programske jezike, za priredbe že obstoječih iger in za razvijanje doma narejenih demov in novih iger za starejše sisteme.